# Jan Halvor Halvorsen
Jan Halvor Halvorsen (Bamble, 8 marzo 1963) è un allenatore di calcio ed ex calciatore norvegese, di ruolo difensore.

## Carriera

### Giocatore

#### Club
Halvorsen iniziò la carriera al Pors, debuttando in prima squadra all'età di quindici anni e mezzo. Giocò anche per Brann, Rosenborg e Hertha, tra gli altri club. Vinse la Coppa di Danimarca 1991-1992 con lo Aarhus.

#### Nazionale
Halvorsen giocò 5 partite per la Norvegia. Debuttò il 15 novembre 1989, sostituendo Terje Kojedal nel pareggio per uno a uno contro la Scozia.

### Allenatore
Dal 1996, lavorò come allenatore. Nel 1999 fu scelto come allenatore dello Start, che portò nella Tippeligaen. Nel 2000, raggiunse le semifinali dell'edizione stagionale della Coppa di Norvegia. Dopo essere stato relegato in Adeccoligaen, venne nuovamente promosso nel 2001. Nel 2003, divenne tecnico del Sogndal e raggiunse una tranquilla posizione di classifica nella massima divisione, al suo primo anno in carica. A novembre 2005, diventò l'allenatore del Notodden, squadra che guidò alla promozione dalla Fair Play Ligaen all'Adeccoligaen. Rimase al club fino al 2009. Ad ottobre 2010, fu reso noto che Halvorsen sarebbe diventato assistente di Hans Backe ai New York Red Bulls per la stagione 2011. Questo trasferimento lo avrebbe riunito a Erik Solér, dopo l'avventura allo Start (Halvorsen fu allenatore e Solér presidente). Il 17 gennaio 2011 fu annunciato ufficialmente il suo ingresso nello staff tecnico dei Red Bulls. Il 19 dicembre 2012, fu nominato nuovo allenatore del Bodø/Glimt, a partire dal 1º gennaio successivo. Il 18 novembre 2015 lasciò il club.
Il 23 novembre successivo è stato nominato nuovo allenatore del Fredrikstad, legandosi con un contratto quadriennale. Il 9 agosto 2016 ha lasciato la squadra, di comune accordo con la dirigenza, col Fredrikstad al 14º posto in classifica.
Il 30 ottobre 2018 è stato nominato nuovo allenatore del Bryne, a partire dal 1º gennaio 2019: ha firmato un contratto triennale. Il 17 settembre 2021 è stato reso noto che Halvorsen avrebbe lasciato il Bryne al termine della stagione.

## Palmarès

### Giocatore

#### Club

##### Competizioni nazionali
- Coppa di Danimarca: 1

Aarhus: 1991-1992